# Braud-et-Saint-Louis
Braud-et-Saint-Louis – miejscowość i gmina we Francji, w regionie Nowa Akwitania, w departamencie Żyronda.
Według danych na rok 1990 gminę zamieszkiwało 1260 osób, a gęstość zaludnienia wynosiła 26 osób/km² (wśród 2290 gmin Akwitanii Braud-et-Saint-Louis plasuje się na 344. miejscu pod względem liczby ludności, natomiast pod względem powierzchni na miejscu 126.).